# Unça troy

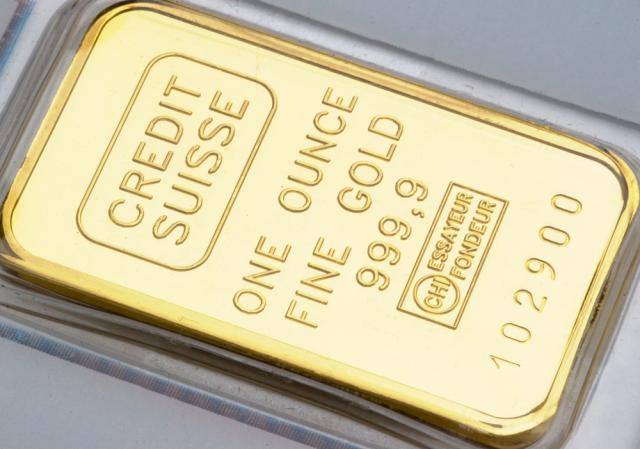
Una barra d'or d'una unça troy de pes

L'unça troy (ozt) és una unitat de mesura imperial britànica. Actualment es fa servir sobretot per donar el pes (i per tant el preu) dels metalls preciosos. Una unça troy equival a 31.1034768 grams. Hi ha 32.1507466 unces troy en 1 kg.
L'unça troy és part del sistema de pesos troy, que prové del sistema monetari romà. Els romans utilitzaven barres de bronze de diferents pesos com a moneda. Una aes grave equivalia a una lliura. Una dotzena part d'un aes grave s'anomenava uncia, és a dir, unça. Estandarditzacions posteriors van canviar l'unça a 1/16 de la lliura (l'unça avoirdupois), però l'unça troy, que és 1/12 de la lliura troy (una lliura troy pesa menys que una d'avoirdupois), s'ha conservat per la mesura de metalls preciosos. L'unça troy pesa més que l'avoirdupois (31.1034768 g (per definició), contra 28.349523125 g).
Per tal de mantenir els estàndards de puresa i mesures comunes al llarg del temps, es va conservar l'unça troy en comptes de l'avoirdupois per al pesatge de l'or, platí, plata, i la pólvora. Igualment, el gra, que té el mateix valor en els sistemes troy i avoirdupois, encara es fa servir per mesurar les fletxes i els pesos de les fletxes en tir amb arc, i per al pes de projectils (bales) en balística. L'unça troy i el gra també eren part del sistema farmacèutic que es va utilitzar en medicina durant molt de temps, però actualment han quedat reemplaçats pels mil·ligrams.